# 赤藓酮糖
D-赤藓酮糖分类上属于丁糖与酮糖，其醛糖形式是赤藓糖。是在某些細菌作用下，由赤蘚糖醇氧化而得。對鹼敏感。可溶於水及乙醇。